# E.T. Mensah
Emmanuel Tettey Mensah, född 31 maj 1919 i Jamestown i Accra, död 19 juli 1996 i Mamprobi i Accra, var en ghanansk highlife-artist, trumpetare och bandledare. Mensah var en pionjär för utvecklingen av en swingjazz-inspirerad highlife som blev populär över hela Västafrika på 1950- och 1960-talen. Mensah kallas ofta "The King of Highlife".

## Biografi
Mensah började spela musik redan i barndomen, 1930, som flöjtist i Accra Orchestra, ett band bestående av skolbarn. Accra Orchestra blev snart ett av de mest kända banden i Ghana före andra världskriget. Senare grundade han Accra Rhythmic Orchestra ihop med sin bror Yebuah. Bandet spelade på många dansklubbar runtom i Accra. Smeknamnet på musiken som spelades av banden på dessa klubbar kom att bli "highlife" (ungefär "livet i de förnäma kretsarna") eftersom folk som inte hade tillräckligt hög status för att komma in på klubbarna började kalla den det.
Under andra världskriget kom många européer till Ghana, däribland musiker med jazzutbildning, något som hade inverkan på den lokala musikscenen. 1948 grundade Mensah bandet Tempos, som började spela en ny form av highlife, som kombinerade jazzharmonier med inhemska rytmer och en inhemsk gitarrteknik. Bandet blev snabbt populärt och åkte snart på turné i Västafrika. De fick ett skivkontrakt med Decca Records och fick allt eftersom fans även i väst. 1956 spelade Mensah och Tempos tillsammans med Louis Armstrong.
På 1960- och 1970-talen tappade highlife något av sin popularitet, eftersom kongolesisk rumba gjorde sitt intåg över stora delar av Västafrika. Mensah och Tempos fortsatte ändå att sprida sin musik i Ghana, tillsammans med andra band som Ramblers Dance Band och Uhuru.
E.T. Mensah dog i juli 1996 i sitt hem i Mamprobi i Accra efter en lång tids sjukdom.